# Иван Монивидович

Оттиск печати Ивана Монивидовича на воске, привешенный к акту Мельнского мира 1422 года. На печати изображён герб «Лелива»

Ива́н Мониви́дович (Ива́шка, Ян; ок. 1400 — 1458) — литовский боярин, сын Войтеха Монивида. С 1437 года наместник подольский и кременецкий, в 1438 году маршалок князя Свидригайло, воевода трокский в 1443—1458 годах, виленский в 1458 году.
В годы гражданской войны в Великом княжестве Литовском 1432—1439 годов был активным сторонником уступившего в итоге Свидригайло. Имел сыновей Войтеха и Яна и дочерей Ядвигу (жену Олехны Судимонтовича) и Софию (жену Николая Радзивилловича).
К отцовским владениям прибавил полученные от великого князя литовского Казимира Амнишево, Воложин и Долгиново в Минском повете. В 1451 году, после смерти двоюродного брата Петра Сеньки Гедигольдовича, получил Мир.